# مولي مكاي
مولي مكاي (بالإنجليزية: Molly McKay)‏ هي محامية أمريكية، ولدت في 10 سبتمبر 1970.